# الحلمية (القاهرة)
فاضل بيتناك اووي شياخة من شياخات حي الخليفة بالمنطقة الجنوبية في محافظة القاهرة، تقع بين حي السيدة زينب وقلعة صلاح الدين. سمي بذلك نسبة إلى الخديوي عباس حلمي الأول وتميز بعدد القصور التي أنشأت فيه.

## تاريخ الحي
بالغ عباس حلمي الأول في تشييد سراي الحلمية حيث أنشاها في مكان بيت إبراهيم بك الكبير وبيت ابنه مرزوق –المقتول في مذبحة القَلْعَة في سنة 1226 هـ/1811م وبيوت أخرى لأمراء سابقين.
في سنة 1266هـ / 49 – 1850م صدر تكليف من عباس باشا إلى علي باشا مبارك بعمل تصميم ميدان وإسطبل وعربخانة وقراقول وسجن ملحقين بهذا القصر فاشترى عدة أماكن حتى امتدت مباني السراي وملحقاتها إلى قُبّة المظفر.
كانت هذه السراي كما حددتها خريطة جراند بك التي رسمها لمدينة القاهرة سنة 1874م وخريطة التخطيط الجديد لمدينة القاهرة تمتد حدائقها حتى شارع محمد علي شمالاً، وتطل على بركة الفيل، وتمتد غربا حتى حدائق سراي دَرْب الجمّاميز التي كانت على الخليج المصري.
يتوسط مبنى القصر حديقة وتحيط به الحدائق من الثلاث جهات: الشمالية والجنوبية والغربية، ويحيط بهذه الحدائق كلها سور وقد كان هذا القصر يشمل معظم منطقة الحلمية الحالية تقريبًا. وكان القصر ملاصقا لسراي درب الجماميز الخاصة بمصطفى باشا فاضل.(سراي الجماميز اليوم أصبحت مدرسة الخديوية).
كان مبنى القصر يقع شمال غرب قصر علي باشا مبارك وشمال قصر الأمير أحمد باشا طلعت، وقد آلت هذه السراي بعد وفاة عباس باشا حلمي الأول إلى حفيدته أمنية هانم بنت إلهامي باشا بن عباس باشا الأول وهي زوجة الخديوي توفيق ووالدة الخديوي عباس حلمي الثاني والتي كانت تعرف بأم المحسنين.
في أوائل القرن العشرين هدمت سراي الحلمية وخططت حدائقها إلى شوارع وقطع وبيعت وعرف هذا التخطيط بالحلمية الجديدة.
نسبت منطقة الحلمية إلى عباس باشا حلمي بعد أن بني بها قصره وجعل أِمامه ميدانًا عرف بالحلمية أيضًا كان أمام باب جامع ألماس الحاجب، وقد امتد هذا الميدان إلى قُبّة المظفر، وأصدر إرادة في 27 ربيع الأول 1267هـ / 30 يناير 1851م بتسمية تلك المنطقة بالحلمية.

## شوارعها
| - الأمير يوسف. - الماس الحاجب (إلهامي باشا سابقا). - السيد الببلاوي (خير بك ابن حديد سابقا). - سنجر الخازن. - المدرسة الإلهامية. | - مهذب الدين الحكيم - محمد شاكر - نور الظلام. - أحمد عمر. | - علي مبارك. - شارع توفيق راضي. - علي إبراهيم. - الحلمية القديمة. | - أحمد تيمور. - مصطفى سري. - الأمير بشير. - مصطفى رياض. | - حسين واصف. - المضفر (المظفر). - سكة راتب. - سكة نقيب المماليك. - سكة عبد الرحمن - سكة الشابوري - شارع الألفى - حارة الألفى |

## مستشفياتها وخدماتها الصحية
- مستشفى الخليفة العام.
- مركز الصدر والقلب وعلاج الحساسية.
- مستشفى احمد ماهر
- الوحدة الصحيه
- مستشفى الهداية الاسلاميه

## مدارسها
بها الكثير من المدارس للبنين والبنات ولمختلف المراحل التعليمية وللمرحلة الثانوية العامة والفنية مثل
| - الخديوية الثانوية بنين. - بنبا قادن الثانوية - الحلمية القديمة الإعدادية بنين. - عمر لطفي (هدمت) | - الأزهار الابتدائية. - مصر الحديثة الابتدائية. - المحمدية لغات. - الحلمية التجريبية لغات. | - رفاعة الطهطاوي الخاصة. - الحلمية الإعدادية بنات. - أم المؤمنين الابتدائية. - سان فنسان دي بول. | - محمد وصفي أباظه الأزهرية الابتدائية (مغلقة) - المحمديه الإعدادية بنات - الحلميه الثانوية بنات - علي مبارك الثانوية بنين |

## مساجدها
- مسجد حسن صدقة.
- مسجد الماس الحاجب.
- مسجد عبد الرحمن أيدندده.
- مسجد وسبيل مصطفى فاضل باشا.
- زاوية الشيخ عبد الله : حارة النظارة.
- مسجد الهداية الاسلاميه

## ميادينها
- ميدان البيبانى
- ميدان الحلمية الجديدة.
- ميدان مصطفى فاضل.

## قصورها
قصور عديدة منها منازل ومنها مدارس.
- قصر الفقراءالروحية : ويقع في 28 شارع علي باشا مبارك ومازال يسكنه احفاد صاحب القصر حتى تاريخه ( يخص الشيخ رفاعة رافع الطهطاوي ).
- قصر أحمد رضوان : ويقع في سكة راتب بجوار قسم الدرب الأحمر
- قصر مدرسة الحلمية الاعدادية بنين الذي استردها اصحابها من الحكومة مع سلسلة المبانى التي اممتها الثورة واستردها اصحابها وتم اغلاقها وهي في امتداد شارع سكة راتب باشا.امام مستشفى الصدر وقبل ميدان البيبانى
- قصر قسم الدرب الأحمر والذي كان يما قبل مقر جمعية الاخوان المسلمين قبل أن يتم حلها

## مشاهيرها
| - الفنان محمود مختار. - الفنانة شادية. - الفنان شوقي شامخ. - علي باشا مبارك. | - الفنان حسين صدقي. - الفنان فريد شوقي. - الفنان زكي رستم. - مجدي حسين. | - الفنان حسن حسني. - الفنان سامي مغاوري. - الفنانة سهير المرشدي. - المطربة شهرزاد. - الملحن عمرو مصطفى |

## روابط خارجية بالفرنسية عن سراي الحلمية
- Entre tradition et occidentalisation : l'aménagement du quartier de Hilmiyya al-Gadida au tournant du xxe siècle
- Nasreya, Khalifa, Hilmeya, Sayeda Zeinab et Touloun
- خريطة جراند بك